# Idiophthalma robusta
Idiophthalma robusta is een spinnensoort uit de familie Barychelidae. De soort komt voor in Ecuador.